# بيل هيكمان
بيل هيكمان (بالإنجليزية: Bill Hickman)‏ هو ممثل أمريكي، ولد في 25 يناير 1921 بمقاطعة لوس أنجلوس في الولايات المتحدة، وتوفي في 24 فبراير 1986 بإنديو في الولايات المتحدة بسبب سرطان.

## أعمال

### أفلام
- (1971) الرابط الفرنسي[1][2]

## وصلات خارجية
- بيل هيكمان على موقع IMDb (الإنجليزية)
- بيل هيكمان على موقع قاعدة بيانات الفيلم (الإنجليزية)